# タトラ・T603
タトラ・T603（Tatra 603 ）は、チェコスロバキアのチェコの自動車会社タトラの製造した大型のリアエンジン/後輪駆動の高級車。この車はタトラ・T77に始まるタトラ車の流線型セダンの流れをくむ車であり、社会主義時代のチェコスロバキアでは共産党の高官と工場幹部のみが603を使用できた。この車はその他数か国にも輸出された。

## 概要
1948年から社会主義体制となったチェコスロバキアの経済は、後に東ヨーロッパの社会主義諸国で構成されるコメコン (COMECON) による一定の統制下に置かれることになった。1952年にT600の生産が終了すると、コメコンはタトラにトラックの生産のみをさせ、高級車はソビエト連邦からの輸入とすることに決定した。

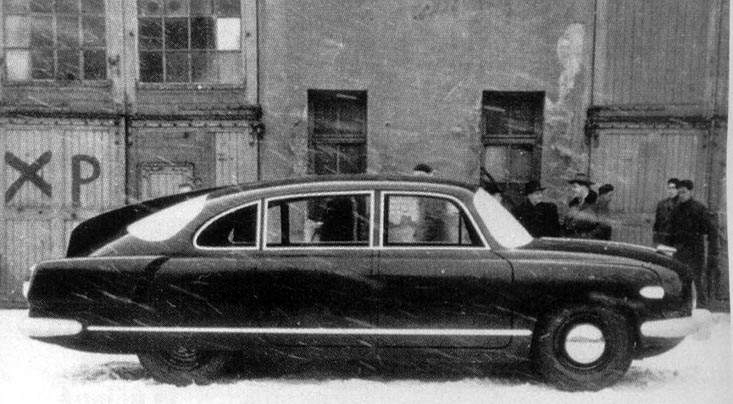
1955年のタトラ・T603のモックアップ (1:1)

しかし、ソ連製大型車の供給事情（と品質面）の問題を見たタトラの熱心な技術者たちは、水面下で新型車の開発を画策していた。František KardausとVladimír Popelářに率いられた技術陣は1952年に密かに「ファルタ」（Valuta ）と呼ばれる新型車の開発を始めたが、表向きは彼らの作業時間は新しい3軸バスのタトラ・T400の開発に費やされていることになっていた。1953年には、ソ連車の納入の遅れと同時にその品質の低さに愛想を尽かしていたチェコスロバキア共産党政府からの要請もあり、大型乗用車開発のプロジェクトが正式に再開された。
この新型車は3.5リットルの空冷8気筒エンジンを搭載して、1954年末までに生産準備が整うことになっていた。ファルタでの作業のおかげでシャーシはほぼ準備ができていたが、誰もこのような大型エンジンに関わったことはなかった。Julius Mackerle技師は、既に開発済みのT603で使用されていた2.5リットルエンジン（このエンジンは既にタトラ社のレースカーやT87-603で使用されて実績があった）をこの新型車に臨時で搭載することを提案したが、大型エンジンは4 - 5年以内に用意できる予定であった。最初の走行可能なT603は1955年に完成した。多数のボディ・デザインが風洞での試験にかけられ、最終的にFrantišek Kardasのデザイン案をVladimír PopelářとJosef Chalupaが仕上げたものが選ばれた。
こうして、1956年から1975年にかけて3つの型のT603が順調に生産され、それぞれT603、T2-603、T3-603と呼ばれたが、この3つの名称はタトラにより正式に与えられたものではなかった。よって、例えばビンテージ・カー市場のような区別が必要な場面においては、便宜上、上述の他に「T603/2」「T603-2」「T2-603」「Tatra2-603」「T603(2代目)」「T603-2nd.」など（以上は前述の「T2-603」における例。他の型においても同様）様々に表記される。

## 変遷

### T603

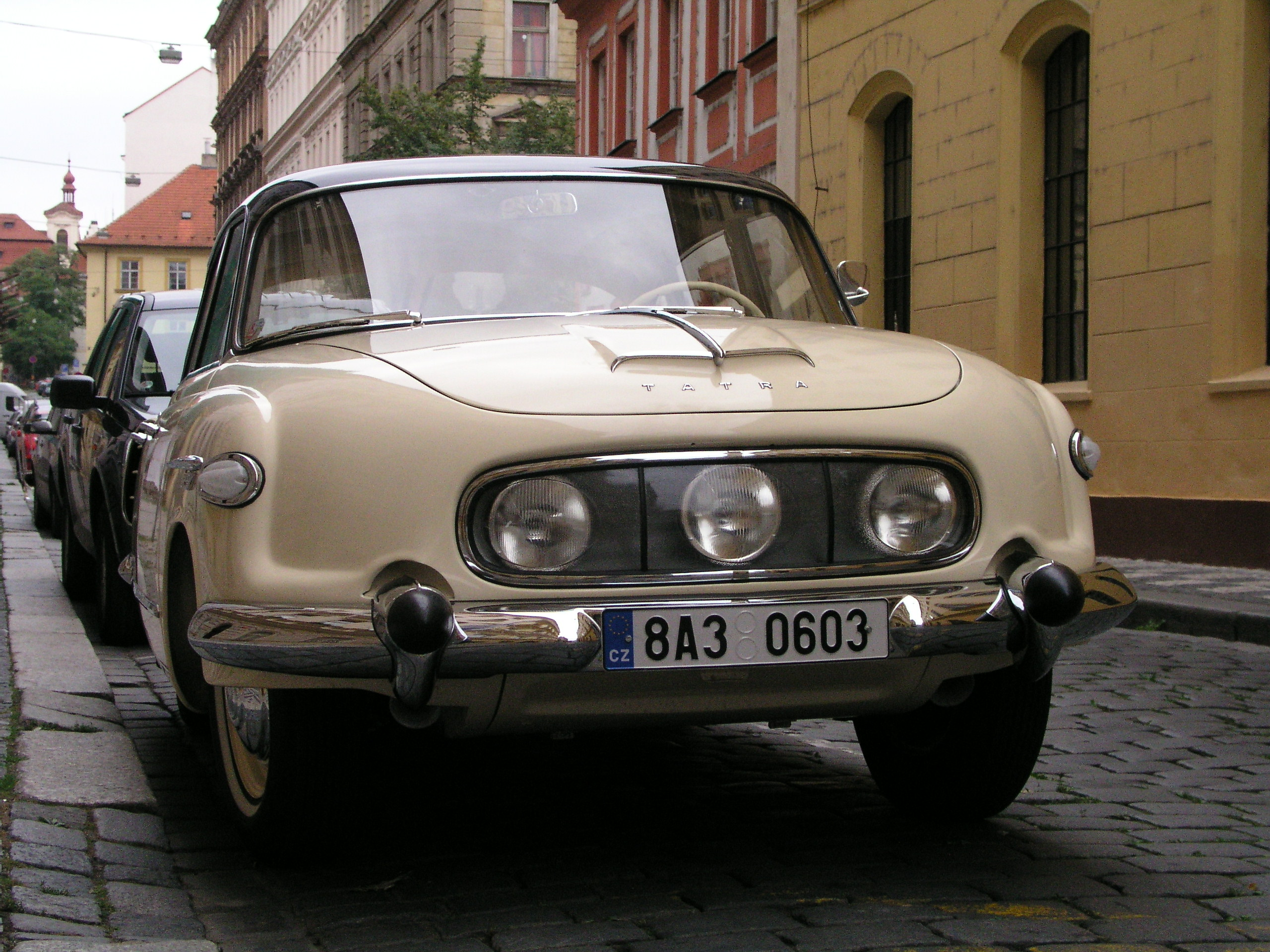
Tatra T603　あまりに独特なライトケース入り3灯式ヘッドライト

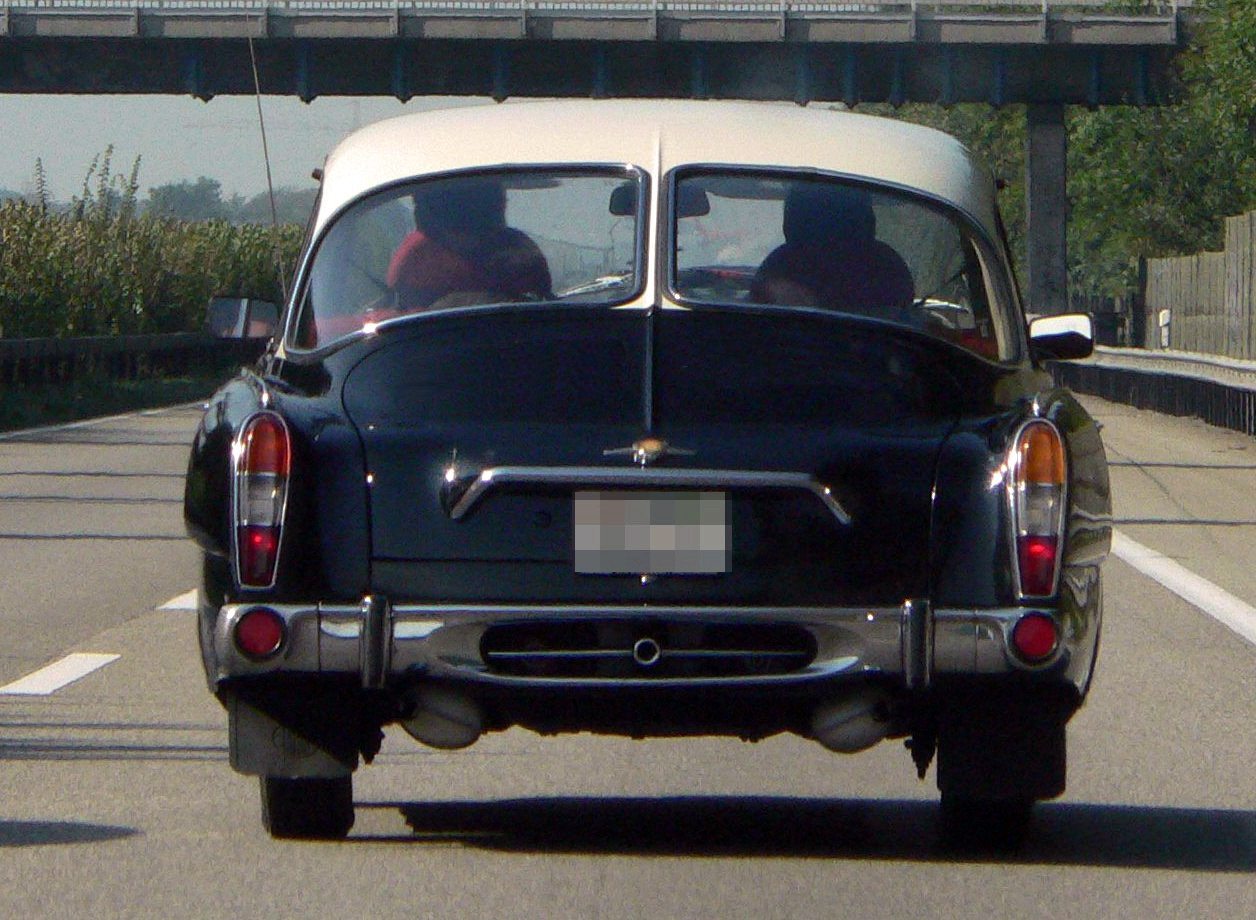
T603のリアビュー。リアエンジン車らしからぬ穏健な形態。

戦前のタトラの乗用車のスタイルを引き継いだ流線形のボディに、T87を最後に途絶えていた3灯式ヘッドライトが復活した。しかし、ノーズ先端中央部にガラスで覆われた楕円形のライトケースを設けて横並びに集中配置する独特のデザインであった。中央の1灯はT87と同様にステアリングと連動して進行方向を照らす機構になっていた。
後部スタイルは曲面形態を残しつつも明らかなヤーライ・スタイルを脱したセミ・ファストバックとなった。大型のテールライトを備え、一見すると後側にはルーバー形態の通気口が見あたらず、後列席ドア直後の車体側面にエア・インテークを、後部バンパー中央に冷却風および排気ガスを吐出するグリルを目立たないように設置するデザインにより、 リアシップ車ながらもエンジンが収まっていることを感じさせない洗練されたリアスタイルを実現した。
広いリアガラス中央に細いピラーが入っており、T87の「背びれ」の残滓を思わせる。前掲画像のとおりモックアップの段階では「背びれ」を付ける計画であった。しかし計画段階で断念された。完全なファストバックでないのでリア・フード開閉の支障となり、また空力面でのメリットも薄かったことによる。

### T2-603

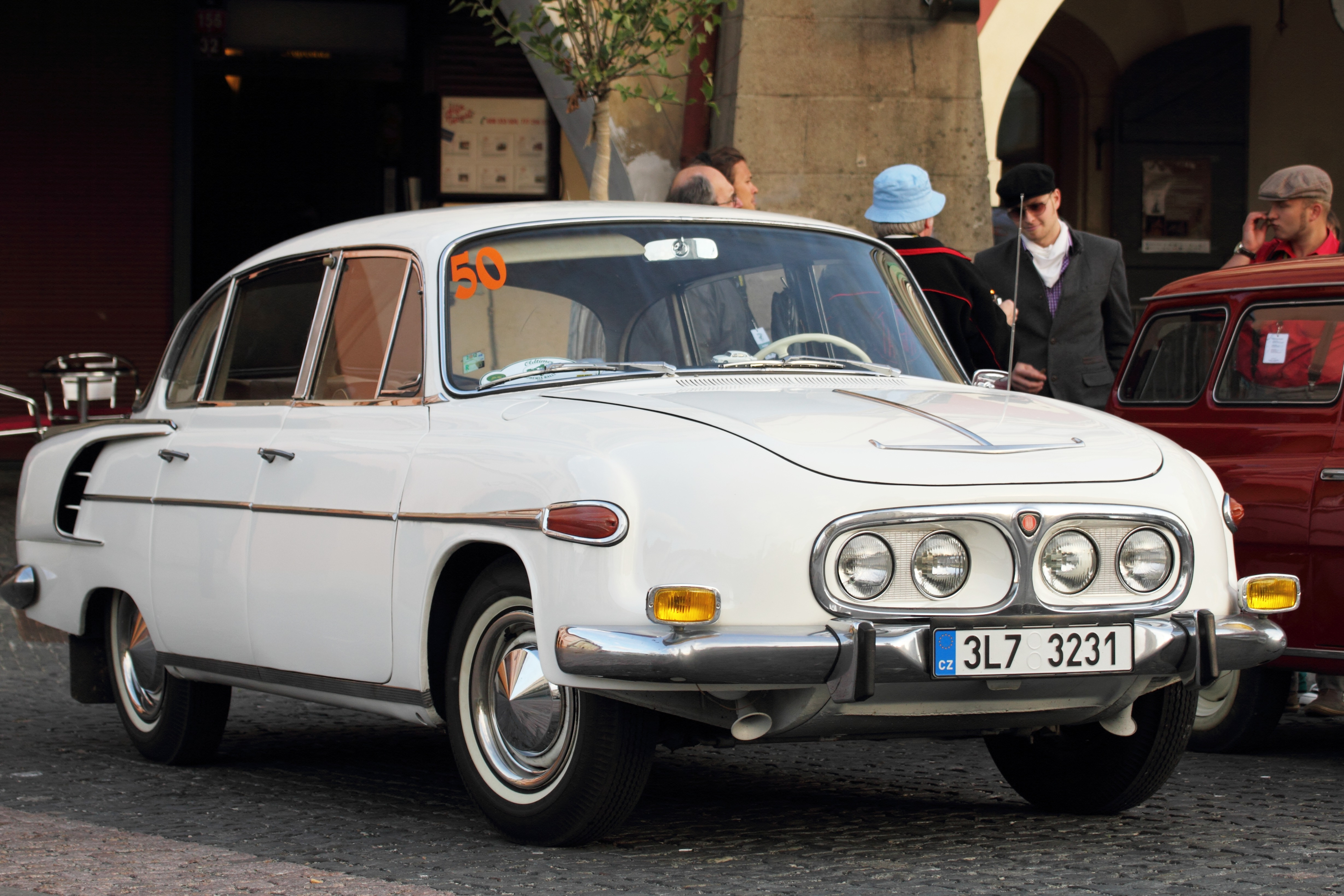
T2-603　一般的な左右2灯の4灯式となったが、「寄り目」過ぎるために却って強烈な個性を放つ。

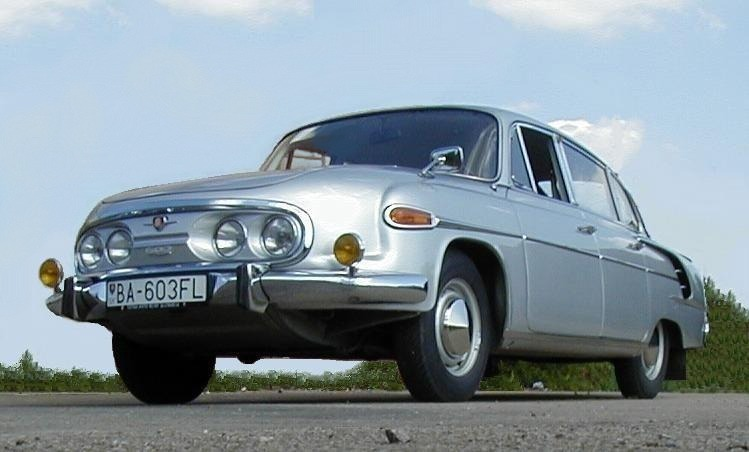
T3-603　「T2-603 II」とも称する後期型。未だ個性的な顔立ち。

1962年以降のモデルであるT2-603は、ガラスカバーのない、より一般的な4灯式ヘッドライトとなったが、2個ずつまとめられて従来のライトケース内に窮屈にレイアウトされたため、却って独特なフロントデザインとなった。また、フロントのトレッドを50mm拡大して回転半径を小さくし、後輪の軸間距離は55 mm拡大され、エンジンが改良された。ダッシュボードも変更された。
1966年はブレーキが倍力装置付きとなり、1967年には前面ガラスの高さが66 mm拡大されたことを含む幾つかの変更が加えられた。

### T3-603
1968年リリース。「T2-603 II」とも呼ばれる。ブレーキにバキュームサーボが装備されて強化された。グリルが廃され、寄り目過ぎた4灯ヘッドライトは左右に離れて配置されて、いくらか穏健な体裁を採った。全輪にディスクブレーキが導入され、法規的な理由（1968年から前席のシートベルトが義務化された）により正式に乗車定員が5名に変更された。
なお、各年代毎に、ウインカーランプのサイズや位置、色合い、クロームメッキのオーナメントなどにも変化が生じている。
1973年にT603はチェコスロバキア車として初めてポイントレス点火装置を採用した。
T603は、製造期間を通して半ばハンドメイド的な手法で限定生産されていた。総製造台数は20,422台とされるが、正確性は不明である。複雑なことに
T603のマイナーチェンジモデルが登場すると、それより古いT603がタトラ工場に送られ、ここでオーバーホールとマイナーチェンジ車並みのアップデートを受けるケースが多く見受けられた。このため多くのT603は元々の生産時期に関わらず後期型の-3の姿に換装され、その一部が新車として、生産台数に二重にカウントされていると言われている。
西側にも少数ながら輸出され、一般向けに販売された。小規模だが熱狂的なファンクラブが存在する。

## 仕様
- タトラ・V570 1931, 1933
- タトラ・T77 1933-1938
- タトラ・T87 1936-1950
- タトラ・T97 1936-1939
- タトラ・T600タトラプラン 1946-1952
- タトラ・603 1956-1975

T603の最初のモデルは、中央のライトがステアリングと連動して左右に向きを変える3灯ヘッドライト（この機構は1934年のタトラ・T77で既に使用されていた）で判別できた。元々この3灯ヘッドライトは一体式のガラスに覆われていたが、後に3分割式のものに変更された。前のボンネットの下には大きな荷室があり、更にその下にはスペアタイヤが搭載されていた。このスペアタイヤは車体下面から開くことのできる独立した収納区画に入っていたため、トランク内の荷物を取り出さずともスペアタイヤの出し入れができた。初期の前面ガラスは2分割であったが、まもなく1枚ものに変更された。室内は6名がゆったりと座れる空間が確保されており、前席中央の搭乗者が安楽に座れるようにシフトレバーはフロアではなくステアリングホイールの下についていた。最大4名までが使用できる大きなベッドにできるように前席は折り畳めるようになっていた。後席の背後には隔壁、2つ目の荷室、もう一つの隔壁があり、すでにT77で採用されていたこのレイアウトはエンジンからの騒音、臭気、熱気といったものを最小限に留めていた。車体後部は大きな2分割ガラスに特徴があり、これによりリアエンジンのタトラ車としては初めて良好な視界を確保していた。
車室内には独立したヒーターが装備されていた。
少量生産と生産の自動化レベルが低かったことで「一品製作」的な改造は比較的簡単に行うことができた。

### エンジン

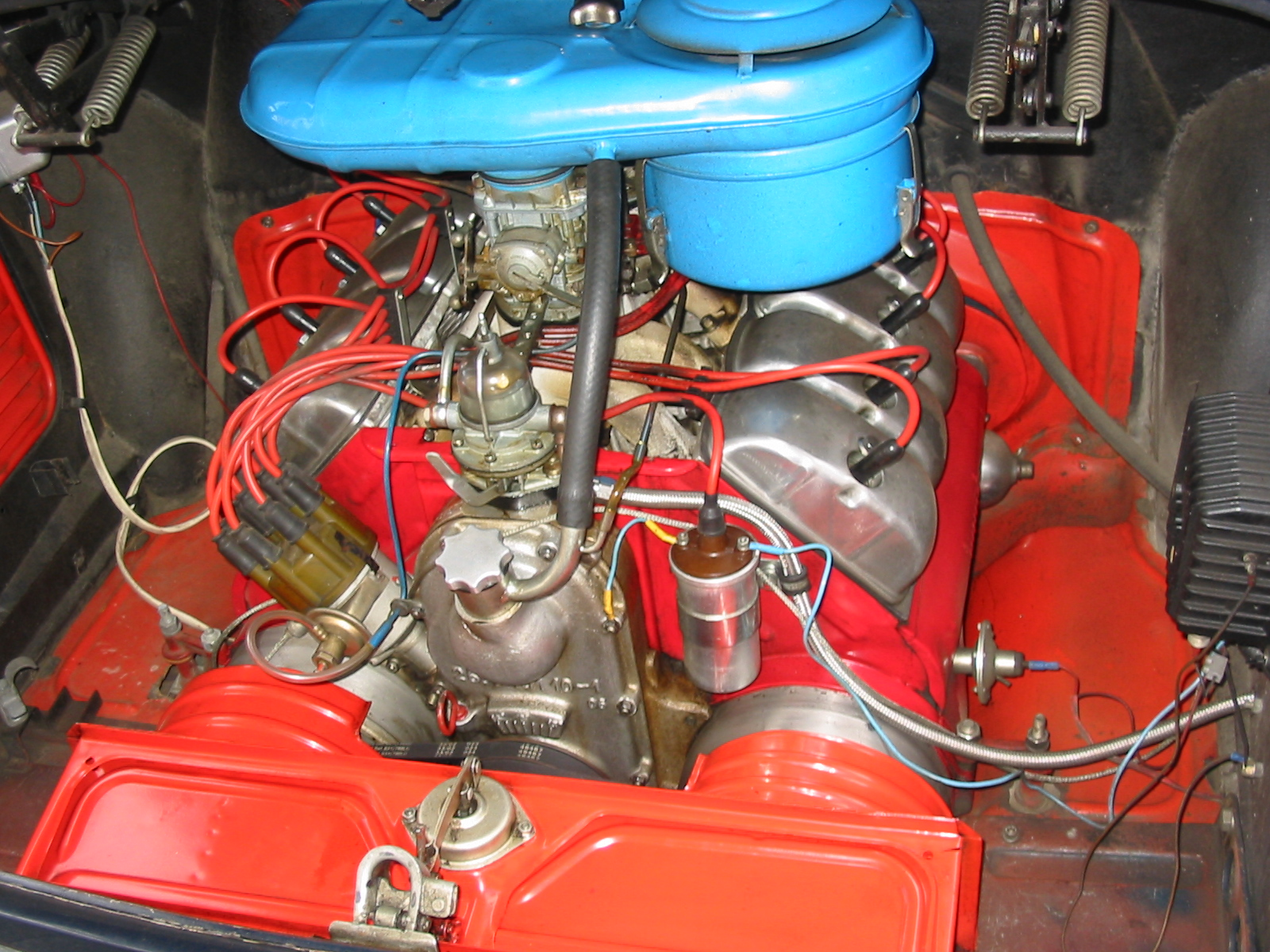
タトラ 603F V型8気筒 OHVエンジン

V型8気筒のOHVエンジンの重量が160 kg (350 lb)しかなかったことで、最大荷重状態で前後輪車軸の重量配分が47/53であった。このエンジンは既に後期型のタトラ・T87で使用されており、その非常に高い信頼性はタトラ製レースカーや軍用小型トラックのT805での使用で実証済みであった。空冷システムは、最も高温になる部分をより効果的に冷却するように設計されていた。
さらに改良されたT603Hエンジンが登場し、このエンジンからT603HB（輸出仕様）とT603HT（高温地仕様）が派生した。

### ギアボックス
シンクロ機構付きのギアボックスは4速（+後退）であったが、標準ギア比の代わりに「山岳地用」ギア比を注文することもできた。シフトノブは前席中央の搭乗者の空間を確保するためにステアリングホイールの下についていた。
ギアボックスはリアアクスルのシャフトと一体化されていた。

### サスペンション
サスペンションは後輪がスイングアクスル式、前輪がマクファーソン式で、油圧式ショックアブソーバーとコイルスプリングを使用していた。
当初は二重系統の油圧ブレーキ機構を備えていたが、後に単系統に変更された。1968年までは全車がドラムブレーキを使用していたが、ディスクブレーキに変更された。

## 公用での使用
T603は政府上層部と工業界の幹部のみに割り当てられていた。生産されたT603の1/3は、当時チェコスロバキアの同盟国であった中央ヨーロッパと東ヨーロッパの国々とキューバ、中華人民共和国へ輸出された。個人への販売は通常は不可能であったが、 東ドイツでは個人所有のT603が少数あった。20年にわたる生産期間中に2万422台が生産され、その大部分が手作業で組み立てられた。鉄のカーテンの西側ではこの車のことは知られていなかったが、数台は西側諸国の首都で駐在チェコスロバキア大使により使用されていた。1974年にT603はT613に取って代わられた。
キューバの元国家評議会議長フィデル・カストロは、今もカーエアコン付きのT603を所有していると思われる。
元々コメコンはチェコスロバキアに年産300台以下の高級車製造しか許可していなかったが、タトラ社はこれ以上の数を生産していた。このことは1957年と1958年にとりわけ東ドイツが独自の高級車ザクセンリンク・P240を造ったことで問題となった。コメコンは2国に対しどちらか一方が生産を続け、他方へ供給することを決めるように裁定した。1958年に両国の内務省は評価試験を実施したが、それには東ドイツの工業相が個人的に参加した。T603が勝利し、東ドイツの政府高官はT603に乗り、下級官吏はソ連からの輸入車に乗らねばならなくなった。

## レースでのT603

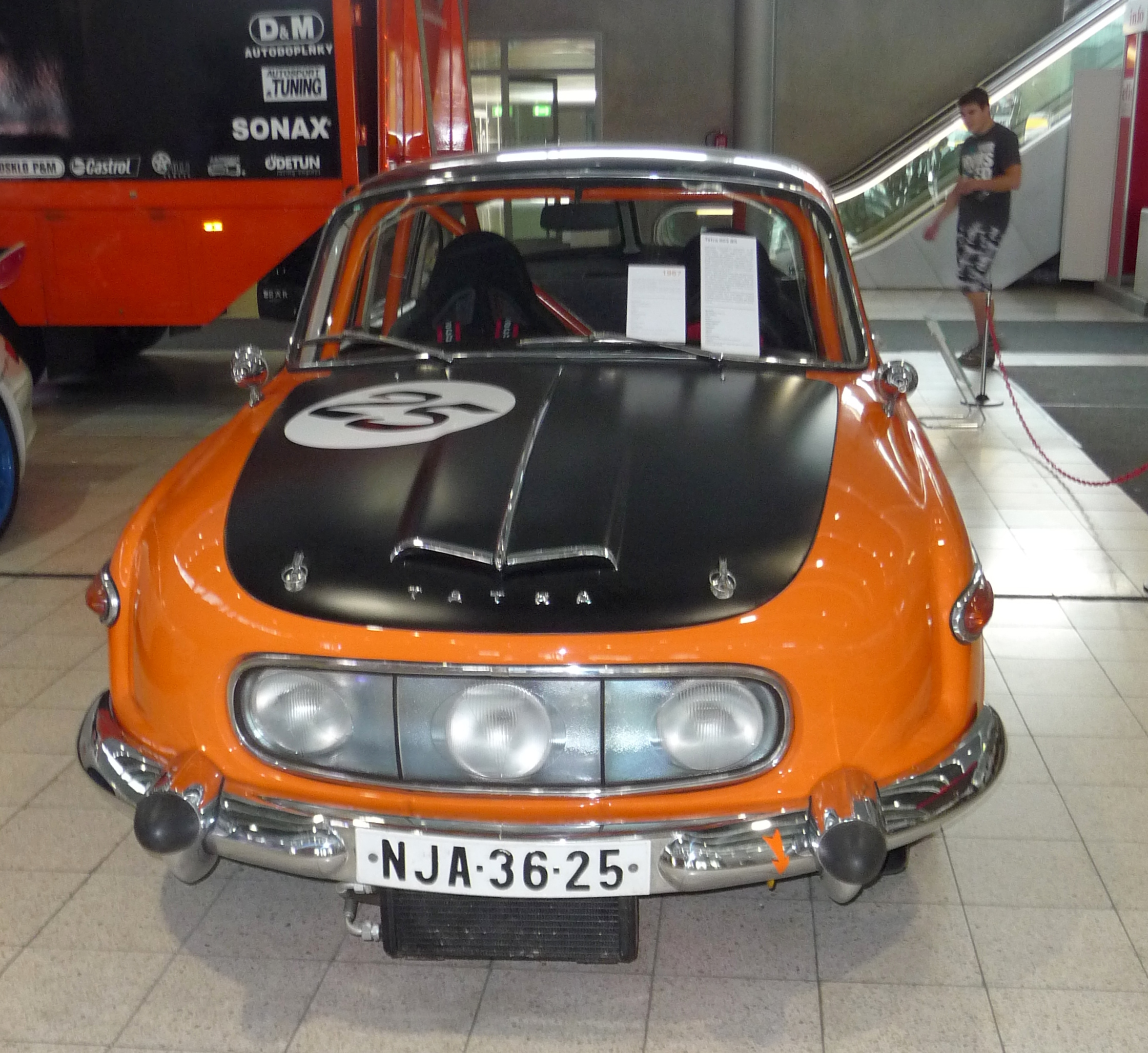
タトラ・603 B6

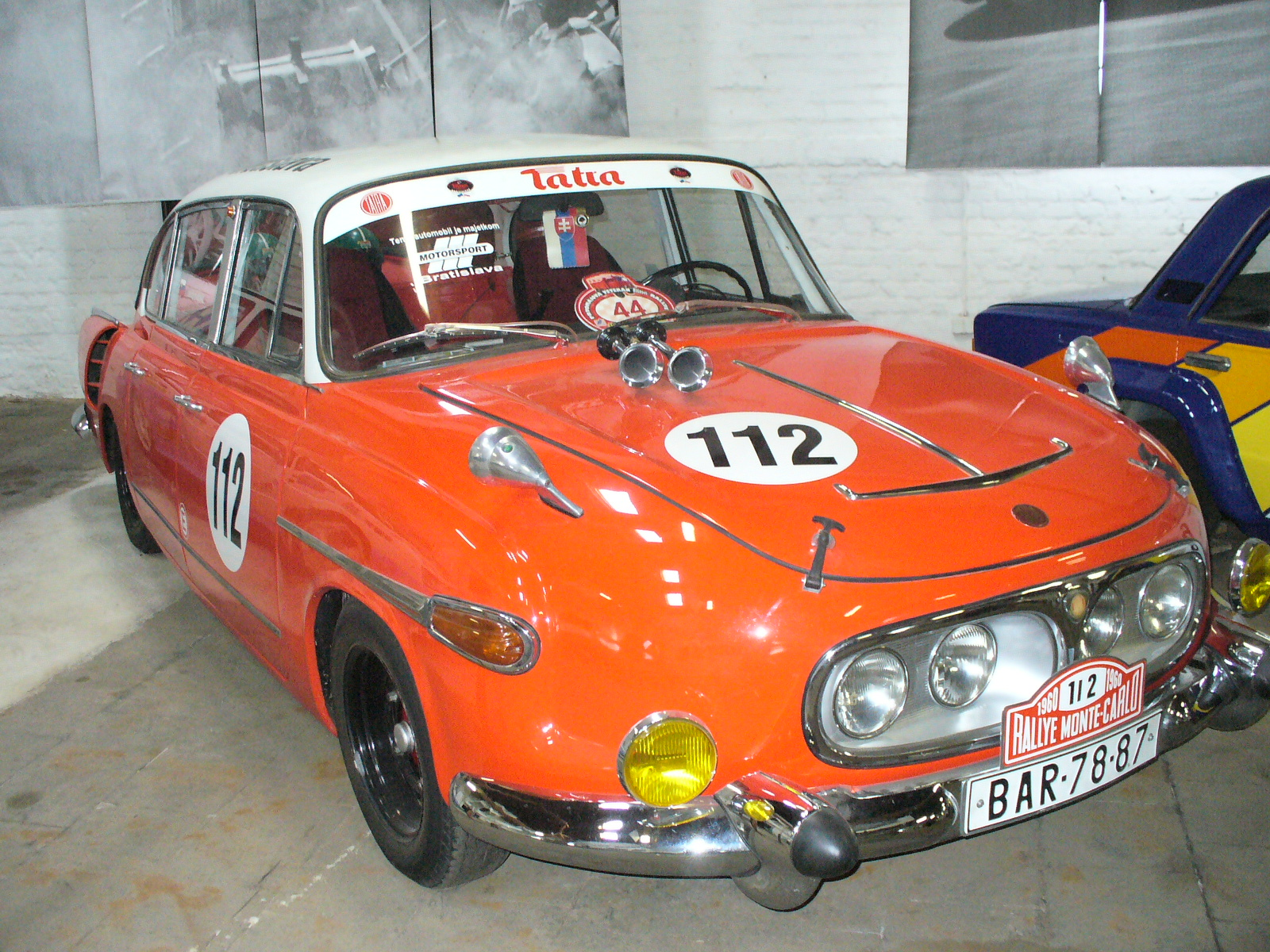
タトラ・T2 603 ラリー

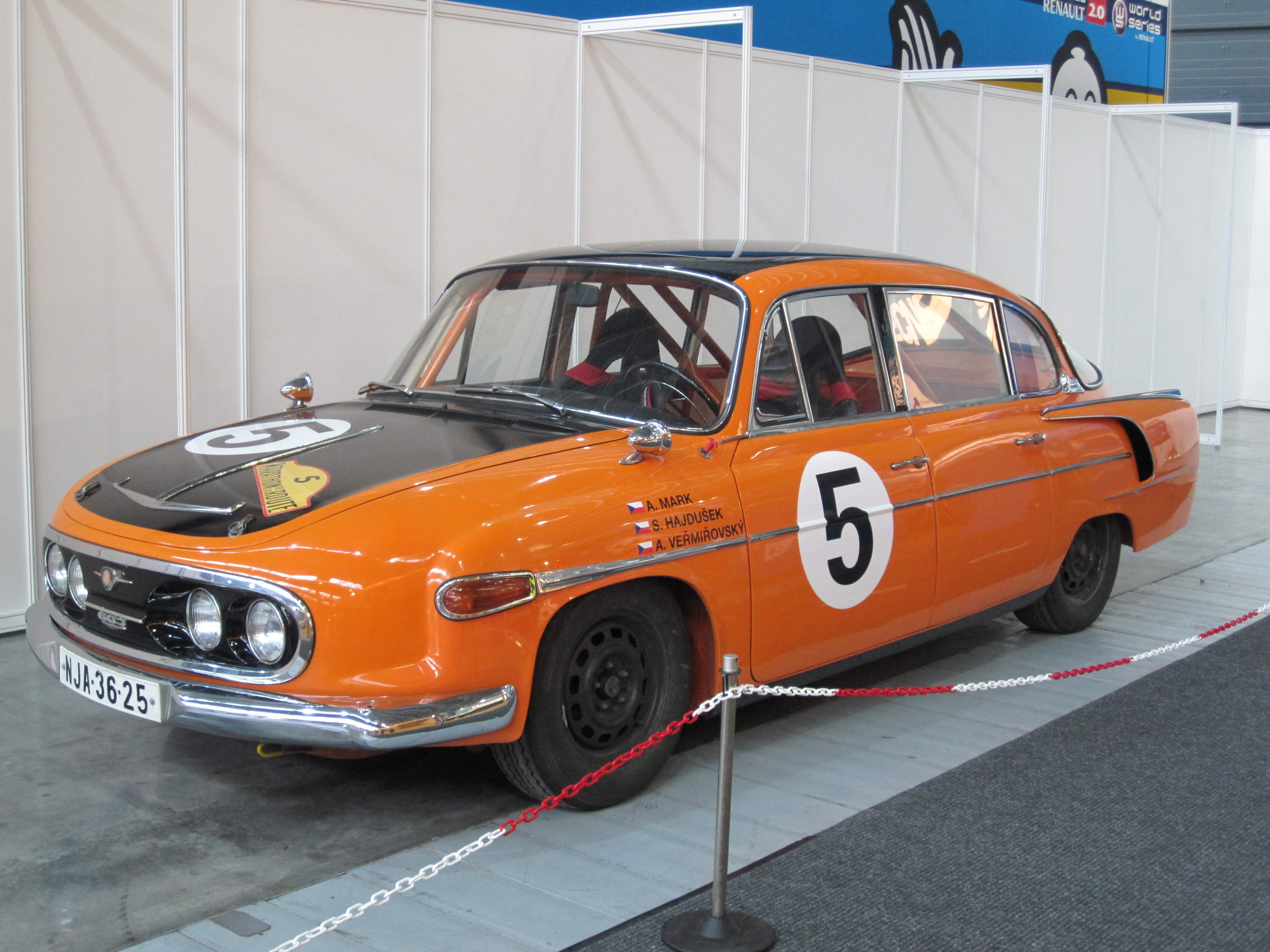
タトラ・603 B5, 1967

T603は1957年から1967年にかけて79のレース（この内24が国際レース）に参戦し、60回の優勝と56回の2位、49回の3位を獲得した。ほとんどの場合は量産車にレース参戦のための最小限の改造を施しただけであったが、後にはより大がかりな改造を施した車も現れた。知られているのはインジェクタによる冷却装置を備えたエンジンである。

### 始まり
1959年に3台がAustrian Alpine Cupに参加した。全車が完走、入賞し、アロイス・マルク (Alois Mark) がクラス優勝を獲得した。
1か月後に同じチームメンバーで第31回ラリー・ヴィースバーデン (31st Rallye Wiesbaden : 1231 km) に参戦し、アロイス・マルクは2台のメルセデス・ベンツ車に続き総合3位に入り、最優秀外国人ドライバーに選ばれた。閉会式では優美で洗練された競技仕様のT603は金色のリボンで飾られた。

### ラリー・モンテカルロ 1960
タトラ社は1960年のラリー・モンテカルロへの参戦を目指していたが、最初からチェコスロバキア政府当局からの反対に直面した。最初、スポーツ協会はタトラ社のドライバーの代わりに独自に選んだドライバーを出場させることを望み、後には公式にタトラ社とシュコダ社に参戦を禁じた。もちろんこれに対してモラヴィアの企業であるタトラ社は怒り、当局の決定の中に典型的なボヘミア人のプラハ気質を見て取った。特にシュコダ社だけにレース参戦が許可されるとこの思いは深まった（これにはシュコダ社は既に西側諸国への輸出実績があり、それ故にラリー競技への参加は正当な理由があるという説明がつけられた）。

### リエージュ=ソフィア=リエージュ・マラソンラリー 1963
1台だけの603がこのレースに参戦したが、タイヤがバーストした後に衝突して損傷を負った。

### スパ=ソフィア=リエージュ・マラソンラリー 1964
3台の603がこの6,100 kmの長距離ラリーに参戦した。1台がクラス優勝（総合で15位）、1台が棄権、もう1台が機械的不具合により脱落した。このラリーには97台が参加したが、21台しか完走できなかった。

### マラソン・ デ・ラ・ルート 1965
3台の2-603GTがこのレースに参戦した。これはスパがスタート地点であるが、主要なパートはニュルブルクリンクで行われた。スタート後82時間（そのほとんどは豪雨であった）でタトラ車は出場クラスで2位と3位、総合で3位と4位につけていた。3台目は不具合により完走できなかった。タトラ・チームはレースで量産タイヤを使用するGTカテゴリーに出場した唯一のチームであった。

### マラソン・ デ・ラ・ルート 1966
再度3台が同じチームメンバーでレースに参戦したが、今度は車の改造範囲の広いB5カテゴリーでの参加であった。タトラ車はクラスでの1-2-3位（総合では3-4-5位）を、総合でのチーム優勝も獲得した。1台が鹿と衝突してヘッドライトを損傷して減点が課され、その後に同じ車が燃料系統とタイヤに不具合を発し（これらも減点が課された）たことで22位まで後退したが、最終的には総合5位に食い込んだ。

### マラソン・ デ・ラ・ルート 1967
3組のクルーが近代化された1968年モデルでこのレースに参戦した。非常に悪天候だったため最後の2夜で43台中の僅か13台しか完走できず、この中の2台がクラスで3位と4位（総合で4位と5位）に入った603であった。その後に1人のチェコ人ドライバーはこのレースについて「まだ生きていることが幸運だ。」と語った。

### チェコスロバキア内でのレース
タトラ車は幾つかの国内レースにも参戦し、そのほとんどでポールポジションをとった。

## ギャラリー

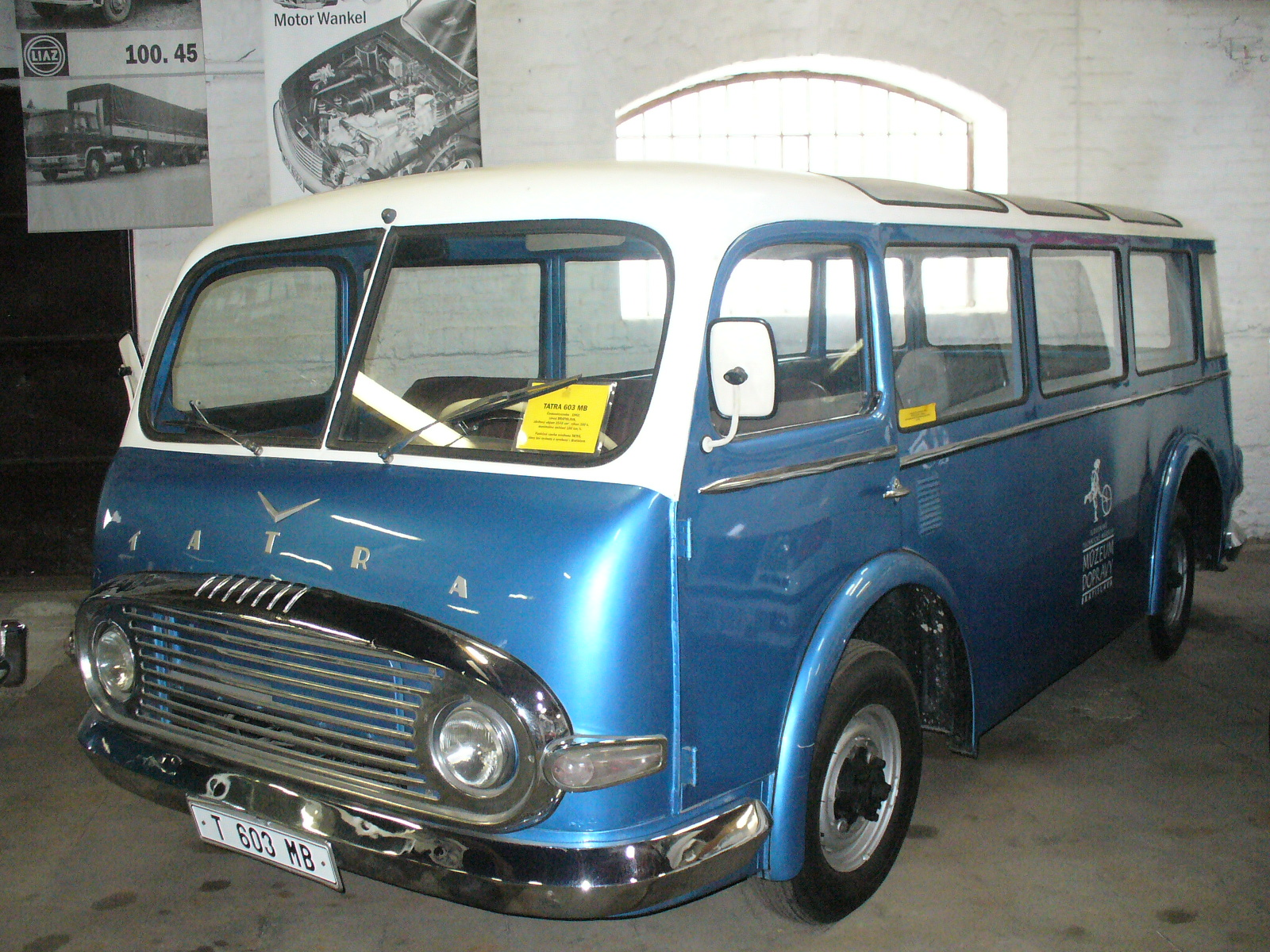
「T603 MB」というマイクロバス。1961年にタトラ社のブラチスラヴァ事業所が製作した。後に「T603 NP」という、これと類似したピックアップトラックも造った。両車共にT603のエンジンを車体前部に搭載していた。
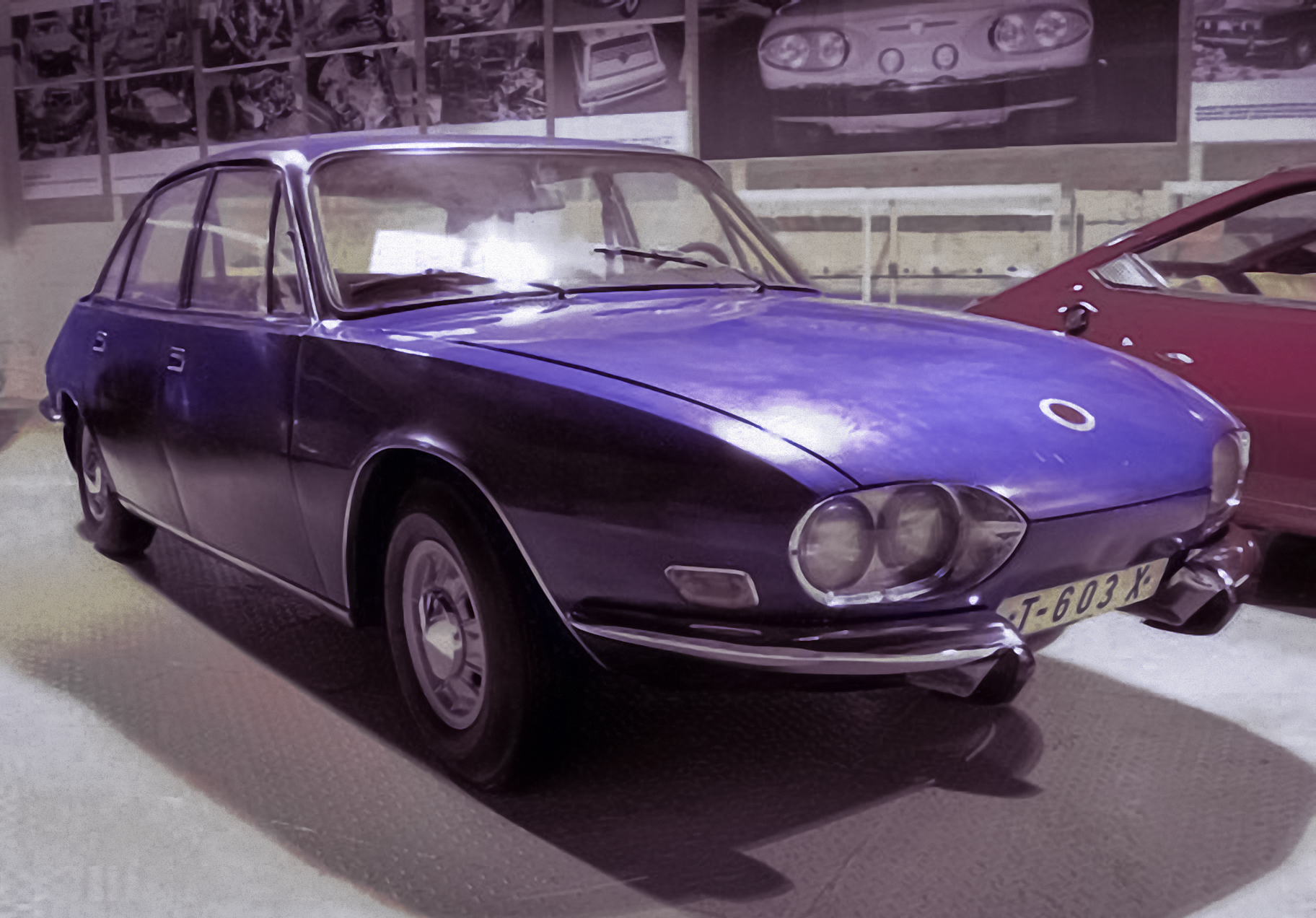
「T603 X」。1967年にブラチスラヴァ事業所が製作したT603リデザイン試作車の一つである。新しいスタイルのボディを持つ。この他にも、「T603 A」というシボレー・コルヴェアに似た試作車が造られた。
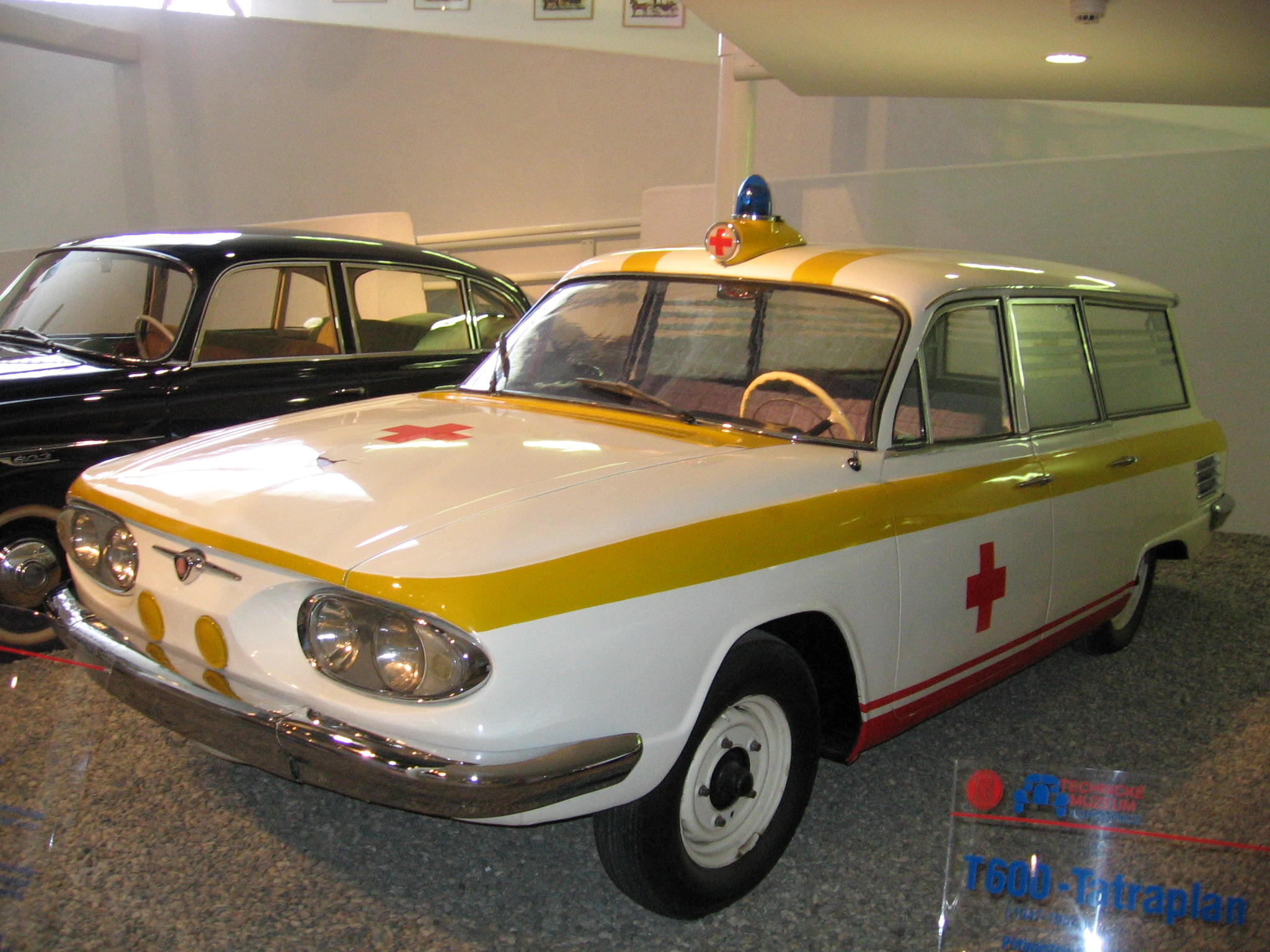
主に救急車用途向けにエステート版も提案された。この車は量産されず、後継車の200 km/h走行可能なT613が10年後に配備された。
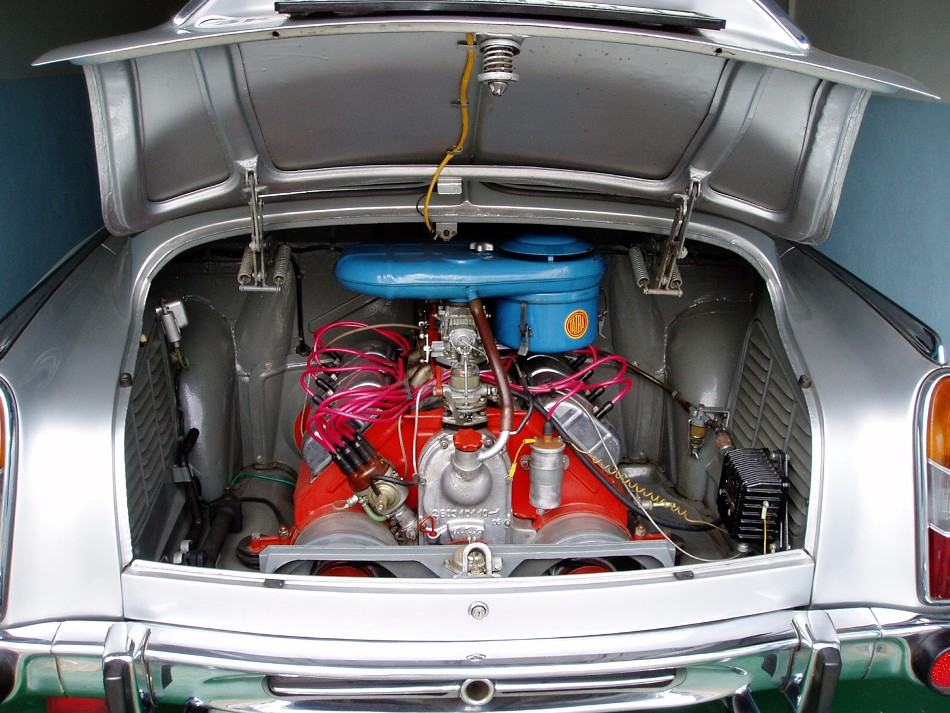
T603 H エンジン
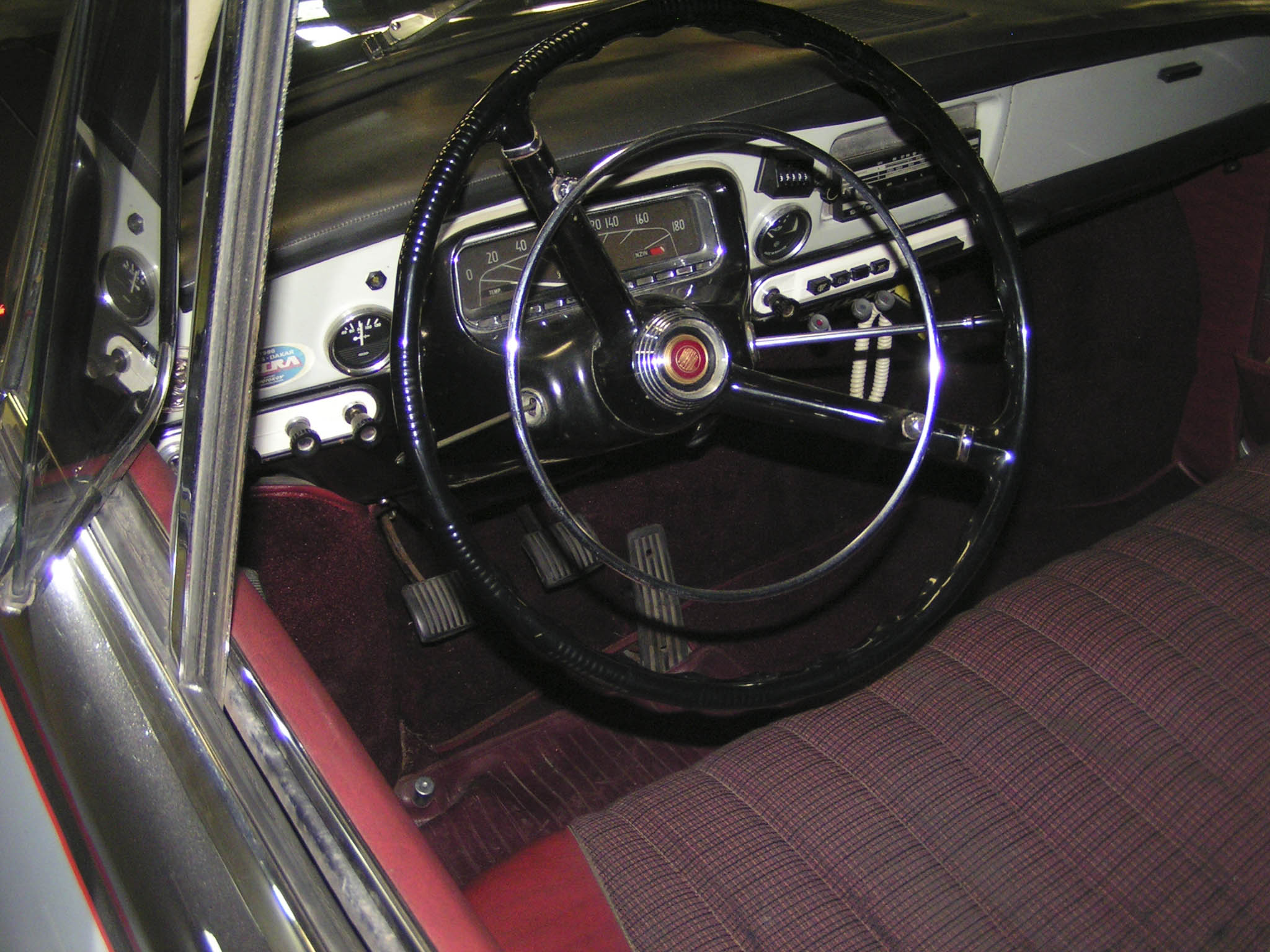
T603の内装（1962年以降）
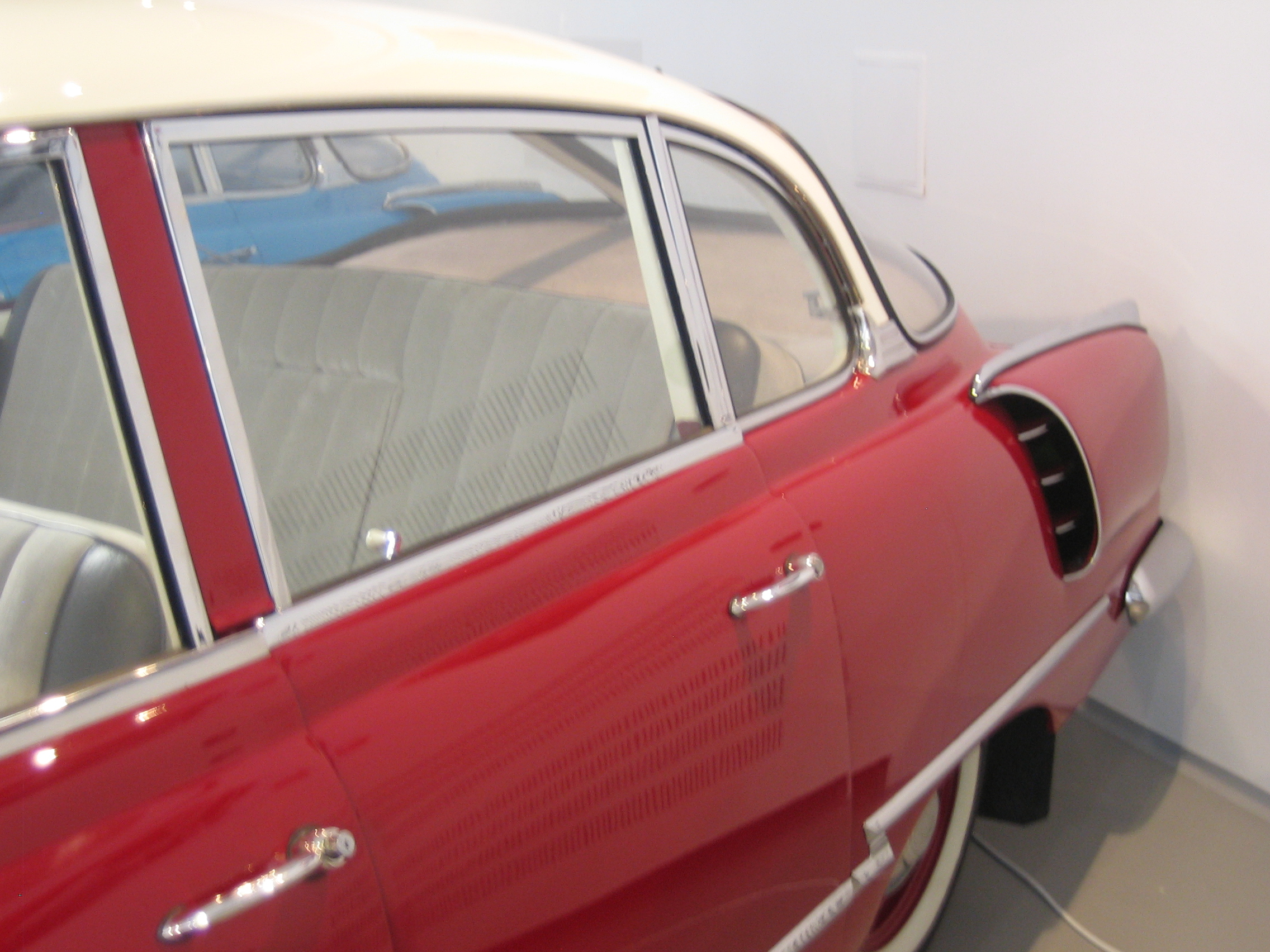
T603と初期型T2-603のエアインテーク
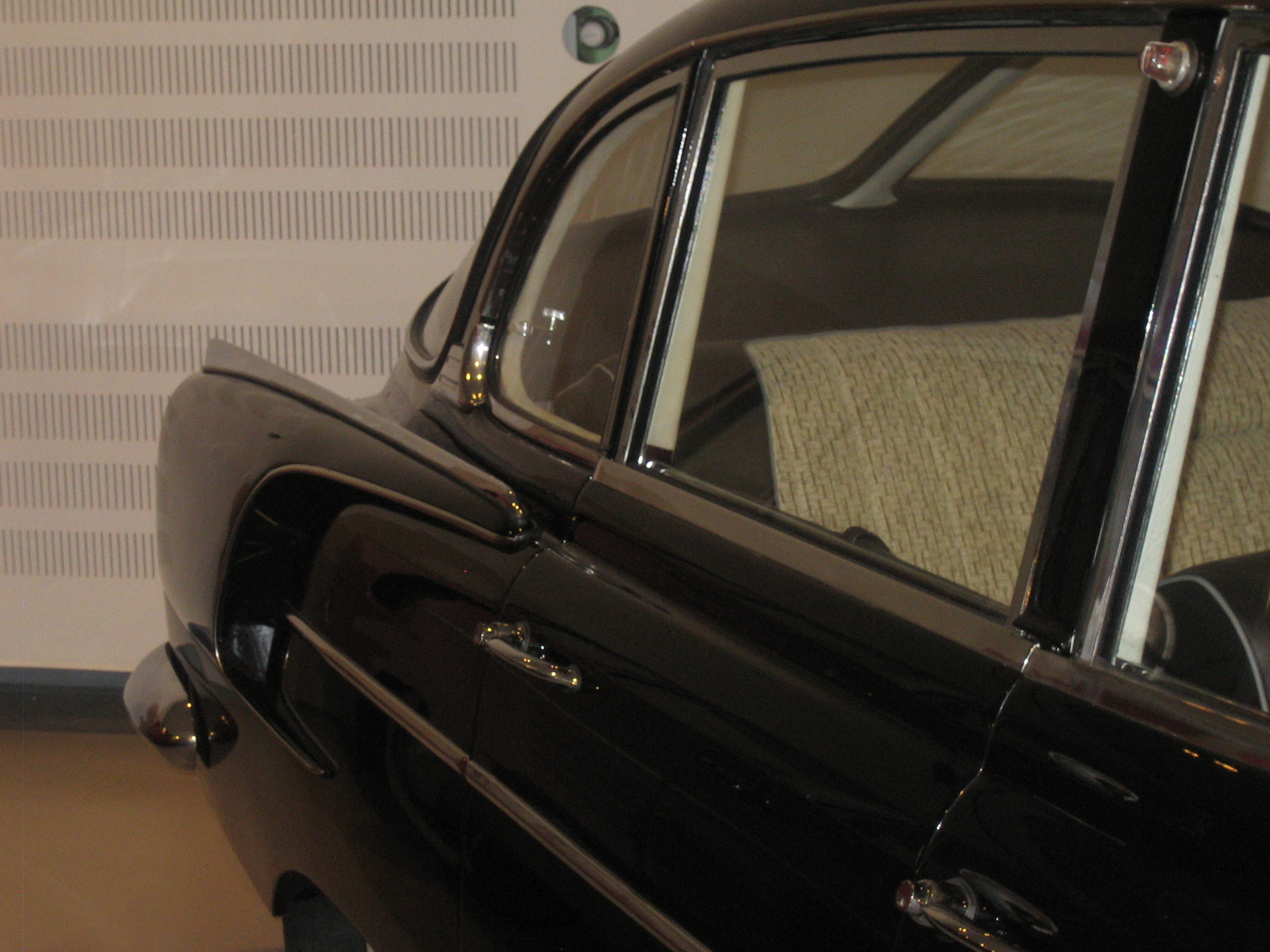
後期型T2-603とT3-603のエアインテーク
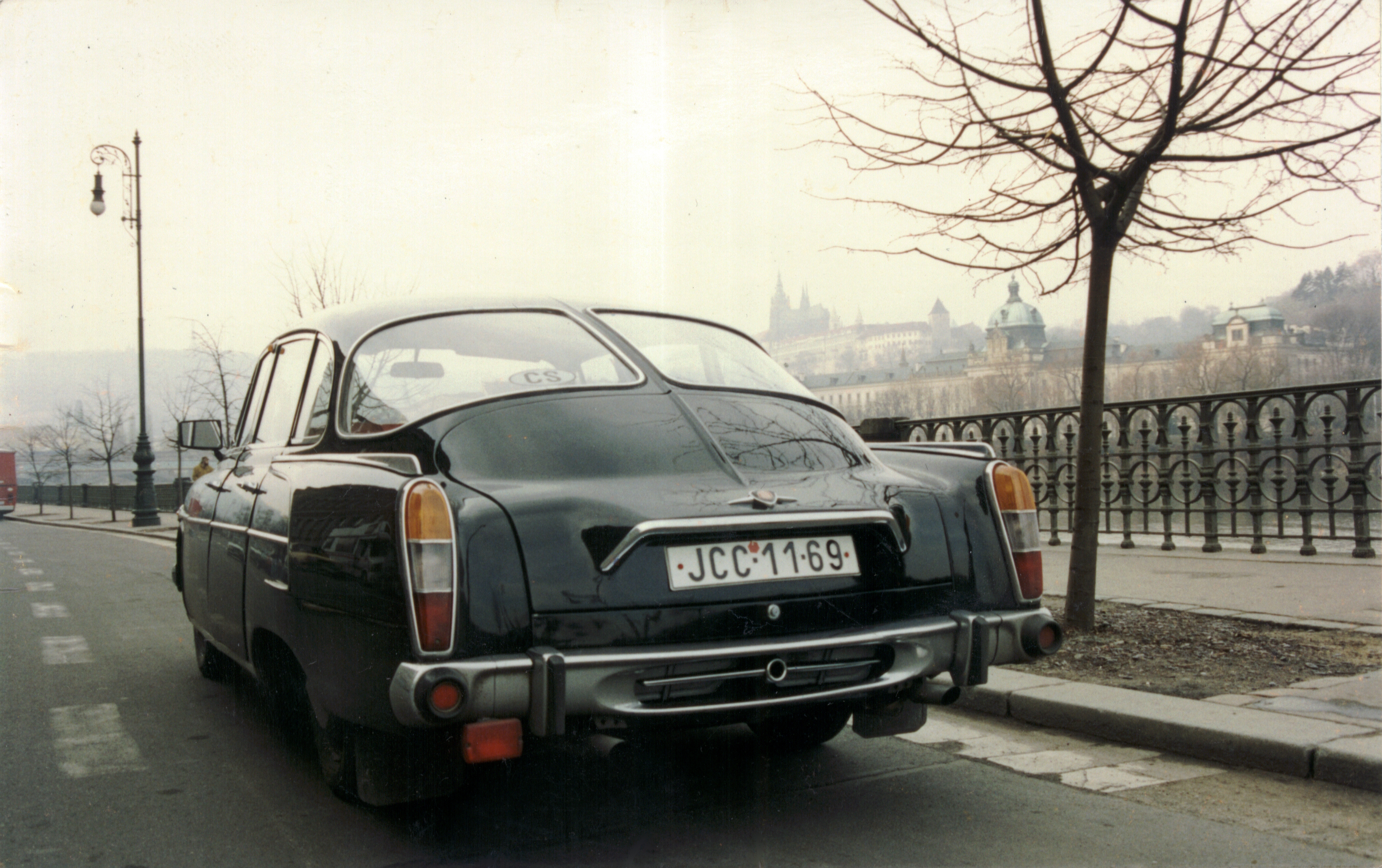
T603の後ろ姿
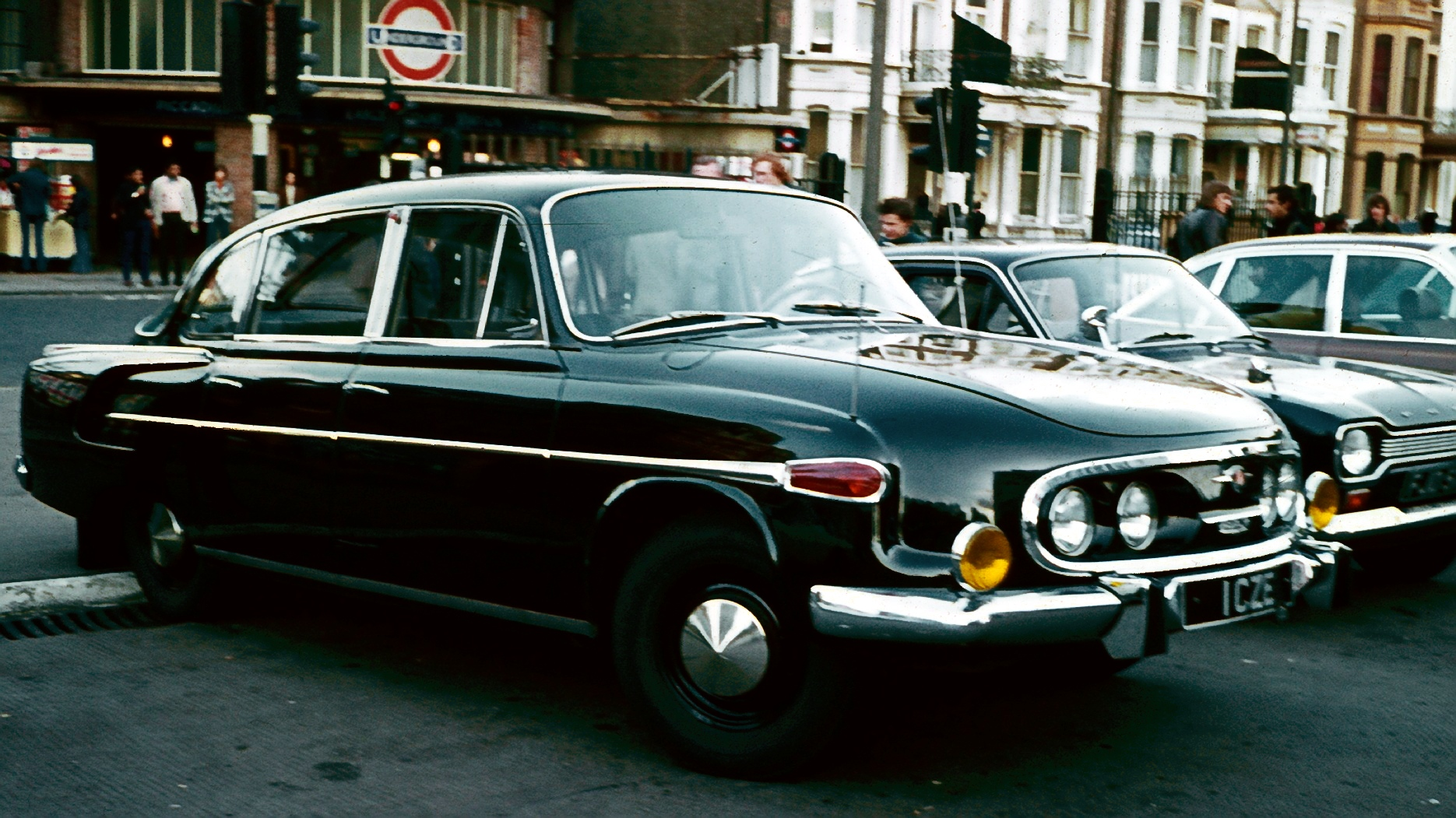
ロンドン・モーターショーを訪れた外交使節団のT603
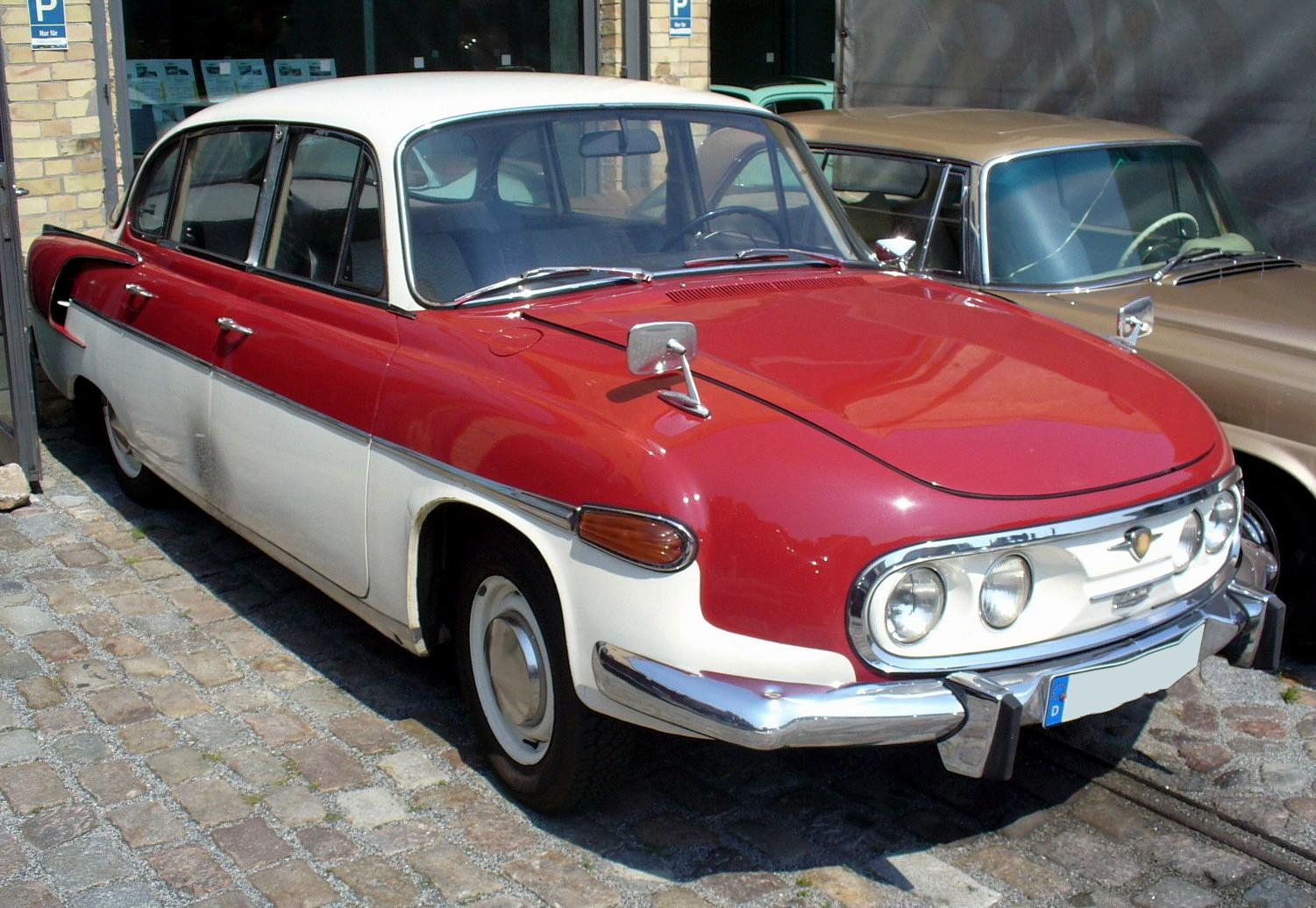
T3-603